# 莉泽·迈特纳
莉泽·迈特纳（德語：Lise Meitner，1878年11月7日—1968年10月27日），奥地利-瑞典原子物理学家。她是发现镤和核裂变的主要贡献者之一。1917年，当她在凯撒·威廉研究所从事放射性研究时，她发现了放射性同位素镤。1938年，迈特纳和她的外甥，物理学家奥托·弗里施发现了核裂变。她被阿尔伯特·爱因斯坦誉为“德国的居里夫人”。

## 生平

### 学业
莉泽·迈特纳本名埃莉泽·迈特纳（Elise Meitner），1878年出生于奥地利首都维也纳第二區的利奧波德城。她的父亲是一位犹太律师，她在八個孩子中排行第三。如同当时许多高阶层的犹太人，她受到的教育不是犹太传统教育而是基督教新教的教育。由于当时的高等中学不接受女生，迈特纳在一个市民学校（相当于中专）毕业。她毕业后获得法语教师的许可证。此外她通过自学准备高中毕业考试，1901年她在维也纳科学院高中获得高中毕业证书。
同年莉泽·迈特纳开始在维也纳大学学习物理、数学和哲学。她的导师中最重要的有路德维希·玻尔兹曼。从她学业的开始她就开始研究放射性。1906年她成为维也纳的第二位女博士。她的博士论文的题目是《不均匀物质中的热导》。此后她试图在巴黎玛丽亚·居里的实验室获得一个位置但没有成功。此后一年中她在维也纳大学理论物理研究所工作。

### 柏林时代

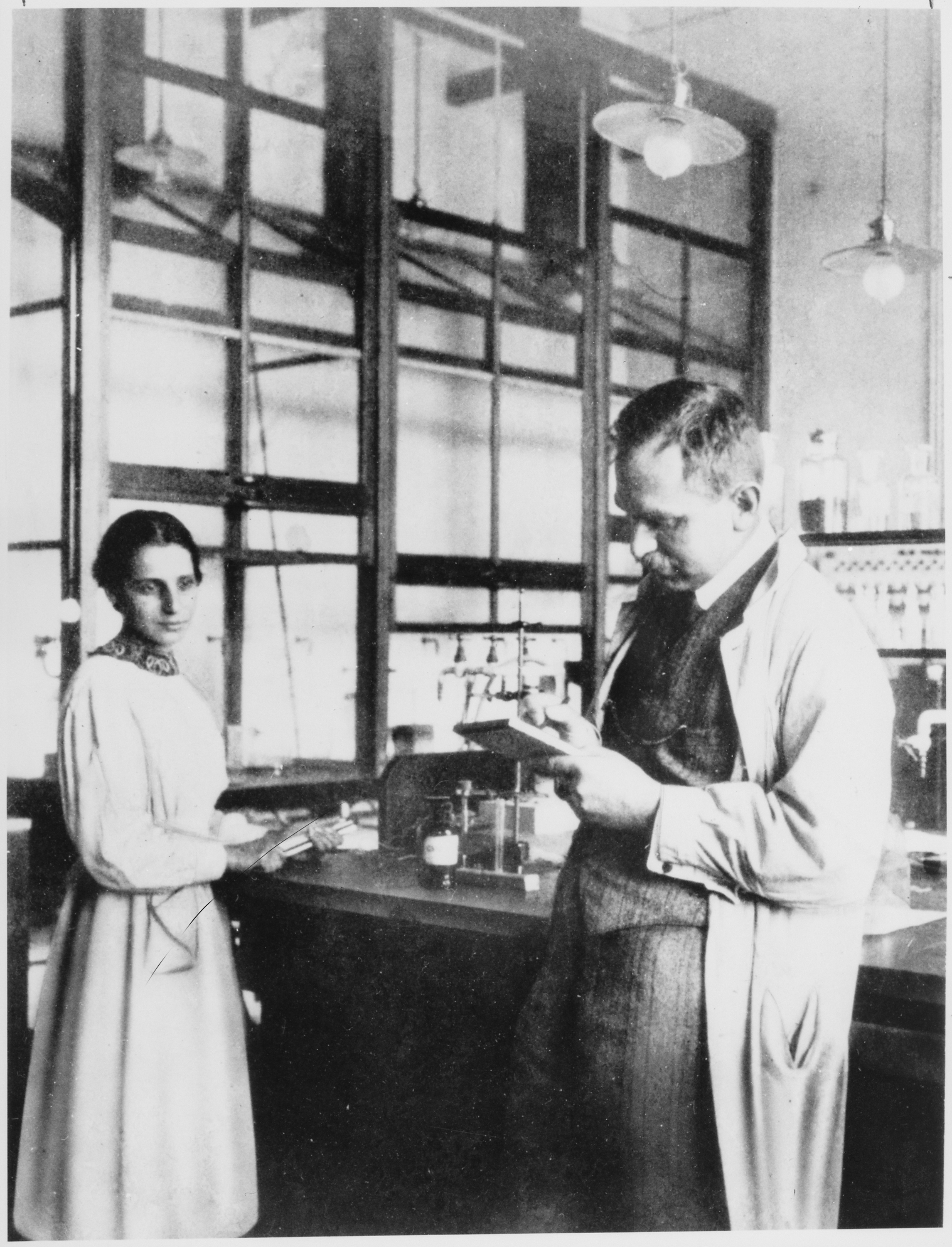
实验室中的莉澤·邁特納和奥托·哈恩

1907年迈特纳赴柏林深造，她的导师中包括马克斯·普朗克。在那里她也第一次遇到了后来与她一起工作了30年的年轻的化学家奥托·哈恩。她以“无薪客席”的身份在哈恩在柏林大学化学研究所的实验室裡工作。这个实验室本来是一个木匠工场。当时在普鲁士妇女还不准接受高等教育，而且不准进入教堂和学生实验室，因此迈特纳只能从后门进入研究所。至到1909年普鲁士才正式允许妇女进入大学。1908年她加入新教教会。
1909年她与哈恩一起发现了放射性衰变时原子核受到的反弹，此后几年里他们还一起发现了一系列放射性同位素，这使她在学术界获得了一定的名声。她结识了阿尔伯特·爱因斯坦和玛丽亚·居里。从1912年到1915年她作为普朗克的非正式助手工作。1912年她与哈恩的工作条件也获得了巨大的改善。在新成立的威廉皇帝学会的化学研究所中哈恩得以建立一个自己的放射性研究组，迈特纳继续在那里工作，不过依然无偿。直到1913年她才正式成为化学研究所的成员。第一次世界大战中她加入奥地利东方战场的战地医院做了一名X射线护士。与此同时哈恩则参加了研究毒气的项目。
1917年，当迈特钠在凯撒·威廉研究所从事放射性研究时，她发现了放射性同位素protactinium-231。镤是1913年被卡西米·法扬斯和O.H.格林发现的，镤231是它最长寿的同位素。1918年迈特纳终于获得了她自己的研究组和相应的薪水。1922年她获得了教授的职位，1926年她成为柏林大学实验核物理学特别教授。

### 流亡
1933年迈特纳由于她的犹太出身丧失了她的教学许可，但她被允许在皇帝威廉研究所与奥托·哈恩继续他们关于中子的实验。1938年奥地利被德国吞并后迈特纳成为德国公民，因此不能再以研究组长的身份工作。她的生命受到威胁。她经荷兰、丹麦逃往瑞典。在瑞典她到1946年在诺贝尔研究所继续她的研究工作，与哈恩她继续有书信往来。1938年哈恩写信给迈特纳说他发现了一个“分裂 ”的现象。他写道：
是否有可能铀23 9分裂成了钡和锝？我很想知道你的意见。也许你可以算一算后发表什么。
1939年迈特纳和她的外甥奥托·弗里施一起发表了一份题为《中子导致的铀的裂体：一种新的核反应》的文章。在这篇论文中他们提出了哈恩的“分裂”的理论解释，第一次为核裂变提出了理论基础。
迈特纳和弗里施是在他们在树林里散步的时候想到裂变的主意的。裂变后的原子核的总质量比裂变前的铀核的质量小，这个小小的质量差转换成了能量。迈特纳使用爱因斯坦的相对论中E=mc2的方程计算出每个裂变原子核释放2亿电子伏特的能量。由此迈特纳奠定了原子弹和原子能的基础。据说迈特纳将他们的结果告诉尼尔斯·玻尔后，玻尔说：“啊，我们真蠢啊。”

### 1945年后
作为一个坚定的和平主义者迈特纳拒绝了美国向她发出的参加曼哈顿计划的多次邀请，战时她一直留在瑞典。
1944年奥托·哈恩获得诺贝尔化学奖，莉泽·迈特纳落空。她总共48次获诺奖提名（1937年至1965年29次提名诺贝尔物理奖，1924年至1948年19次提名诺贝尔化学奖），但都没有获奖。
1946年迈特纳赴美国客席讲课时被誉为“原子弹之母”和“1946年妇女”。从1947年开始迈特纳瑞典皇家工学院领导核物理学组，在美国的一些大学她持客席教授。
1960年她移居到英國剑桥与她的外甥住在一起。至死她争取和平利用核裂变。1968年逝世于英国剑桥，与奥托·哈恩同年逝世。

## 成就
莉泽·迈特纳的成就往往被缩减到发现了核裂变的理论基础。这个发现为数年后发明的原子弹和今天的和平的核能使用提供了理论依据。如同其他许多核物理学的先驱如奥托·哈恩和爱因斯坦，她对核武器的观点是非常批评性的。
此外莉泽·迈特纳扩展了对放射性的本质的认识，大多数她的研究是关于α射线和β射线的。她的工作集中在射线对不同物质的作用。她与奥托·哈恩还发现了许多同位素。
迈特纳对原子核的组成的认识和放射性的能量释放也提供了重要的贡献，她与哈恩一起发表了一系列解释核物理的基础的书。1945年后她越来越开始对原子物理的社会性问题感兴趣，她对核武器和核能的利用提出疑问。
迈特纳的私人生活只是她的工作的一个侧面。她既未结婚也没有儿女，关于情人或爱人也没有任何流传。据哈恩和普朗克报道她工作时非常专心，非常刻苦。她热爱自然，常常在树林里考虑理论问题。除了物理研究外她致力于和平、理智的核能使用和在学术界妇女的平等。她自己说：
我爱物理，我很难想象我的生活中没有物理会怎样。这是一种非常亲密的爱，就好像爱一个对我帮助很多的人一样。我自己往往自责，但作为一个物理学家，我没有愧对良心的地方。

## 奖励
到她逝世迈特纳为其工作和生平一共获得了21项学术和公共奖励。1947年她获得维也纳科学荣誉奖，她是奥地利科学院的第一位科学女院士，获得多个大学的荣誉博士学位。1949年她获得马克斯·普朗克奖章，1955年获得奥托·哈恩化学和物理学奖，1966年恩里科·费米奖。第109号元素䥑以她命名。在德国和奥地利有多所研究所和中学以她命名。
迈特纳共48次得到诺贝尔奖提名，但始终未获奖。

## 延伸閲讀
- Frisch, Otto Robert (编). . New York: Interscience. 1959.
- Goldberg, Stanley. . Bulletin of the Atomic Scientists. July 1996: 55–57  [2019-12-23]. （原始内容存档于2020-08-05）. Contemporaneous review of Ruth Lewin Sime's biography of Meitner.
- Haber, Louis. Women pioneers of science. Harcourt Brace Jovanovich, 1979, New York. ISBN 9780152992026.
- Hahn, Otto (1966). A Scientific Autobiography. Preface by Glenn T. Seaborg. Charles Scribner's sons, New York, 1966. English edition (1967): McGibbon & Kee, London.
- Hahn, Otto (1970). My Life. Preface by Sir James Chadwick. Macdonald, London. American edition (1970): Herder and Herder, New York.
- Hoffmann, Klaus. . New York: Springer Verlag. 2001. Bibcode:2002ohar.book.....H. ISBN 978-0-387-95057-0.
- Meitner, Lise. Hahn, Dietrich , 编.  [Recollections of Otto Hahn]. Stuttgart: S. Hirzel. 2005. ISBN 978-3-7776-1380-2. OCLC 180889711 （德语）.
- Rhodes, Richard. . Simon & Schuster. 1995. ISBN 9781439126226.
- Rife, Patricia. . John Archibald Wheeler (foreword). Birkhäuser. 1999. ISBN 9780817637323. OCLC 38130718.
- Sime, Ruth Lewin. . Byers, Nina; Williams, Gary  (编). . Cambridge University Press. 2006  [2019-12-23]. （原始内容存档于2016-03-03）.
- Sime, Ruth Lewin. . Berkeley: University of California Press. 1996. ISBN 978-0-520-08906-8. OCLC 32893857.
- Sime, Ruth Lewin.  (PDF). Geschichte der Kaiser-Wilhelm-Gesellschaft im Nationalsozialismus. 2005  [26 November 2015]. （原始内容存档 (PDF)于2013-10-30）. For the first twenty years, hers is an expansive story of a woman who achieves exceptional prominence in physics; after 1933 her story gradually narrows until nothing is left for her as a person of Jewish origin in Germany. Sime's article is the 24th publication in the series History of the Kaiser Wilhelm Institute under National Socialism.
- Weston, Tom. . Boston: tom weston media. 2011. ISBN 978-0-9819413-5-6.
- Bentzen, S. M. . Acta Oncologica. 2000, 39 (8): 1002–1003. PMID 11206992. doi:10.1080/02841860050216016.
- Kyle, R. A.; Shampo, M. A. . JAMA: The Journal of the American Medical Association. 1981, 245 (20): 2021. PMID 7014939. doi:10.1001/jama.245.20.2021.
- Frisch, O. R. . Journal of Nuclear Medicine. 1973, 14 (6): 365–371. PMID 4573793.

## 外部連結
- Catalogue （页面存档备份，存于） of the Lise Meitner papers at the Churchill Archives Centre （页面存档备份，存于）
- "Lise Meitner" （页面存档备份，存于）, "Contributions of 20th-Century Women to Physics" (CWP), University of California, Los Angeles
- Wired.com: "February 11, 1939: Lise Meitner, 'Our Madame Curie'" （页面存档备份，存于）
- "Lise Meitner", B. Weintraub, Chemistry in Israel, no. 21, May 2006, p. 35. （页面存档备份，存于）